# Naponski natrijumski kanal
Naponski natrijumski kanali (VGSC), takođe poznati kao natrijumski kanali zavisni od napona (VDSC), su grupa naponsko-zavisnih jonskih kanala koji se nalaze u membrani pobudljivih ćelija (npr. mišića, glijalnih ćelija, neurona, itd) sa propustljivošću za natrijumski jon Na+. Oni su glavni kanali uključeni u akcioni potencijal ekscitabilnih ćelija.

## Struktura
Natrijumski kanali se sastoje od velikih alfa podjedinica koje se povezuju sa pomoćnim proteinima, kao što su beta podjedinice. Alfa podjedinica čini jezgro kanala i sama je funkcionalna. Kada ćelija izražava protein alfa podjedinice, on je u stanju da formira pore u ćelijskoj membrani koje sprovode Na+ na način koji zavisi od napona, čak i ako beta podjedinice ili drugi modulirajući proteini nisu izraženi. Kada se pomoćni proteini spoje sa α podjedinicama, rezultujući kompleks može da pokaže izmenjenu zavisnost od napona i ćelijsku lokalizaciju.
Alfa podjedinica se sastoji od četiri ponovljena domena, označena od I do IV, od kojih svaki sadrži šest segmenata koji obuhvataju membranu, označenih od S1 do S6. Visoko očuvan segment S4 deluje kao senzor napona kanala. Naponska osetljivost ovog kanala je zbog pozitivnih aminokiselina koje se nalaze na svakoj trećoj poziciji. Kada je stimulisan promenom transmembranskog napona, ovaj segment se pomera prema vanćelijskoj strani ćelijske membrane, omogućavajući kanalu da postane propustljiv za jone. Joni se vode kroz centralnu šupljinu pora, koja se sastoji od dva glavna regiona. Eksterniji (i.e. u većoj meri ekstracelularan) deo pore formiraju „P-petlje“ (područje između S5 i S6) od četiri domena. Ovaj region je najuži deo pora i odgovoran je za njenu selektivnost jona. Unutrašnji (tj. prevashodno citoplazmatski) deo pora je kapija pora i formirana je od kombinovanih S5 i S6 segmenata četiri domena. Domen pora takođe ima bočne tunele ili fenestracije koje se kreću okomito na osu pora. Predlaže se da su ove fenestracije koje povezuju centralnu šupljinu sa membranom važne za ćelijsku dostupnost lekova.
U natrijumskim kanalima sisara, region koji povezuje domene III i IV je takođe važan za funkciju kanala. Ovaj DIII-IV linker je odgovoran za zatvaranje kapije pore nakon otvaranja kanala, deaktivirajući je.